# Corriol cua-roig
El corriol cua-roig
(Charadrius vociferus) és una espècie d'ocell de la família dels caràdrids (Charadriidae) que habita prats, aiguamolls, llacs i rius des de l'est d'Alaska, centre i sud del Canadà, Estats Units, Antilles, Bahames, nord de Mèxic i costa del Perú i nord-oest de Xile. En hivern les poblacions més septentrionals migren cap al sud, arribant fins a l'Amèrica Central i nord de Sud-amèrica.